# Droga krajowa nr 56 (Węgry)
Droga krajowa nr 56 (węg. 56-os főút) – droga krajowa w komitatach Tolna i Baranya w południowych Węgrzech. Długość - 64 km. Przebieg: 
- Szekszárd – skrzyżowanie z 6
- Bátaszék – skrzyżowanie z 55
- Mohács (obwodnica) – skrzyżowanie z 57
- przejście graniczne Udvar – Kneževo na granicy węgiersko-chorwackiej - połączenie z chorwacką drogą nr 7